# Bebryce rigida
Bebryce rigida is een zachte koraalsoort uit de familie Plexauridae. De koraalsoort komt uit het geslacht Bebryce. Bebryce rigida werd in 1972 voor het eerst wetenschappelijk beschreven door Tixier-Durivault. 